# Härtsfelder Familienbrauerei Hald
Die Härtsfelder Familienbrauerei Hald e.K. ist eine Bierbrauerei im schwäbischen Dunstelkingen (Gemeinde Dischingen). Die jährliche Produktionsmenge beträgt rund 35.000 hl.

## Geschichte
Die Brauerei wurde 1664 von Mathes Kemmerlin in Dunstelkingen gegründet. Am 30. April 1839 wurde die "Liegenschaft des Wirth Nikolaus Egetenmaier von hier im Exekutions-Wege an den Meistbietenden im öffentlichen Aufstreich verkauft". Diese Zwangsversteigerung bestand u. a. aus "einem zweistöckigem Wirthschafts-Gebäude mit einer ganz neu eingerichteten Brauerei, worauf das Recht der Schild-Wirthschaft mit dinglichem Rechte ruht". In einer Ortsbeschreibung von Dunstelkingen wird 1872 ebenfalls "eine Bierbrauerei mit Wirthschaft" erwähnt. 1916 erwarb Friedrich Hald die Brauerei und begründete damit die heutige Brautradition der Familie Hald. Im Jahre 2000 entstand der Neubau des Brauerei-Abfüllbetriebes mit einem Logistiklager, einem Getränkemarkt und der Verwaltung. 2003 übernahm die Familie Hald auch die Kronenbrauerei R. Wahl KG aus Gundelfingen. Zwei Jahre später führte man die Härtsfelder Brauereigaststätte Hald in das Familienunternehmen zurück.
Die Brauerei engagiert sich stark für die ökologische Landwirtschaft. Sie unterzeichnete auch eine Partnerschaft mit dem Bioland-Verbund. Daher zählen zahlreiche Biobiere (unter dem Label Ökokrone) mit zum Sortiment der Brauerei. Der Werbeslogan des Unternehmens lautet „Pflege regionaler Bierkultur“.

## Produkte (Auswahl)
| - Härtsfelder Gold-Engel - Härtsfelder Fest-Engel - Härtsfelder Land-Weizen - Härtsfelder Christophorus - Härtsfelder Maximilian’s - 1664 Das BESONDERE | - Klosterbraunbier - Kronen Exportp - Schaller Urhell - Mäx-null3 - Ökokrone Export - Ökokrone black | - Hanf Beer Mix Bio (Biermischgetränk) |

## Sonstiges
Die Brauerei ist Mitglied im Brauring, einer Kooperationsgesellschaft privater Brauereien aus Deutschland, Österreich und der Schweiz.